# Де ла Рай
Якобус Геркулаас де ла Рей (афр. Jacobus Herculaas de la Rey) (22 жовтня 1847 Вінбург, Оранжева республіка — 15 вересня 1914 Вітватерсранд, Трансвааль, Південно-Африканський Союз), також відомий, як (афр. Koos de la Rey, досл. «Кус-де-ла-Рей») — бурський генерал, воював під час Другої англо-бурської війни 1899—1902, і є одним із найвизначніших та найавторитетніших лідерів цієї війни, національний герой африканського народу .
Загалом він визнаний, як найхоробріший з бурських генералів протягом Другої англо-бурської війни, та був однією з ключових фігур національно-визвольного руху бурів. Був командиром партизанських загонів.
Де ла Рай виступав проти війни, але коли він був звинувачений у боягузтві на сесії фольксрааду (бурський парламент), він відповів, що якщо час для війни настав, він буде боротися довше, ніж ті, що зараз кричать про війну, а потім здадуться .

## Ранні роки
Народився Коос у сімейному фермерському помісті Дуертфонтайн у дистрикті Вінсбург, що в Республіці Оранжева. Він був сином Адріануса Йоганнеса Хійсбертуса де ла Рая
і Андріани Вільгеміни фан Руйен.
Де ла Рай був буром з іспанським, французьким гугенотським і голландським корінням.
Його дід, шкільний вчитель і батько сімейства де ла Райів у Південну Африку
прибув з Утрехта, що в Нідерландах.
Після битви біля Буеплатса, родинна ферма була конфіскована
британцями і сім'я переїхала до Трансваалю і оселилася в Ліхтенбурзі.
Будучи дитиною, де ла Рай отримав дуже скромну освіту.
Де ла Райї одного разу знову переїхали, цього разу вже
в Кімберлі після відкриття родовищ діамантів. Будучи юнаком, Де ла Рай працював транспортним вантажником на діамантових копальнях в тому ж Кімберлі.

## Шлюб
Де ла Рай одружився з Джакобою Елізабетт (Нонні) Грефф, і молода пара оселилася на хуторі Манна, у помісті сім'ї Греффів. Манана належала батьку Якоби, засновнику міста Ліхтенбург Адріану Греффу. Пізніше Де ла Рай купив ферму Еландсфонтайн. Вони мали дванадцять дітей. Де ла Рай був дуже набожною людиною, і він рідко випускав з своїх рук свою маленьку кишенькову Біблію. Він мав дуже грізний вигляд — довга акуратно зачесана борода і високе чоло з глибоко посадженими очима з молодого віку надавали йому консервативний образ. Його сестра Корнелія була одружена з Пітером Фан дер Гоффом, чий племінник Дірк Фан дер Гофф був засновником Голландської Реформаторської церкви у Південній Африці.

## Військова кар'єра
Де ла Рай брав участь у Басотській війні 1865 року і Сехухунській війні 1876 року. Він не брав активної участі у Першій англо-бурській війні, але як польовий корнет у західному Трансваалі, він взяв участь у облозі Потчефсруму, яку проводив генерал Піт Кроньє. У 1883 році Де ла Рай був призначений комендантом дистрикту Ліхтенберг і став членом трансваальського Фольксрааду. Як послідовник фракції генерала Піта Жубера, він протестував проти політики президента Поля Крюгера проти утландерів (іноземців, які у Трансваалі намагалися видобувати золото), попереджаючи, що це призведе до війни з Британією.

## Друга англо-бурська війна
Битви Другої англо-бурської війни
- Битва біля Краайпана, 12 жовтня 1899.

З вибухом війни, Де ла Рай був призначений на посаду одного із польових генералів. Де ла Рай здійснив атаку на британський броньований потяг, який йшов з Кімберлі до Мафекінга. Потяг зазнав аварії і після п'ятигодинного бою британці здалися. Цей випадок зробив Де ла Рая відомим, але загострив його відносини з обережним генералом Кроньє, який відправив його, щоб заблокувати просування ворога і послабити облогу Кімберлі.
- Граспан, 25 листопада 1899 року

Генерал-лейтенанту Лорду Метуену, командиру Першої дивізії, було поставлене завдання посилити облогу Кімберлі і перевести його сили залізницею на північ Капської провінції. При виході з потяга, вони були обстріляні малими силами бурів, яких очолював комендант Прінслоу Бельмонт Коп'є. Проте наступного ранку, незважаючи на втрати, британці окопалися на горі. Бури на конях відступили до Граспана, приєднавшись до більшого загону фрістейтерів (від слова «Free state»)і трансваальців під командуванням Прінслоу і Де ла Рая відповідно. Там бури зайняли кілька горбів, але не так успішно. Шлях через річку Моддер для генерала Метуена був закритий, через те, що міст підірвали бури.
- Битва на річці Моддер, 28 листопада 1899 року.

Враховуючи переважаючу силу британської артилерії, Де ла Рай наполіг, що його вояки і вояки Прінслоу повинні окопатися на берегах річок Моддер і Рііт. Так почали вперше використовувати тактику окопної війни. План полягав в тому, щоб якомога ближче підпускати британців до себе, а потім відкривати по них вогонь з гвинтівок. Ця тактика перешкоджала використовувати артилерію повною мірою. Спочатку британці просувалися по відкритій місцевості безперешкодно. Але коли солдати Прінслоу відкрили шеренговий вогонь, британці сховалися, а артилерія почала обстріл окопів бурів. Серія атак англійців відтіснила фрестейтерів, але лише контратаки Де ла Рая дозволили бурам тримати оборону до сутінків, після чого вони просто відійшли. У цьому бою Де ла Рай був поранений, а його сина було вбито. Де ла Рай проклинав Кроньє за слабку підтримку.
- Битва біля Магерсфонтайна, 11 грудня 1899 року.

Після того, як бури змушені були відійти від річки Моддер, британці зремонтували міст. Тим часом загони Де ла Рая окопалися на горі Магерсфонтайн. Його незвичайна тактика була виправдана 10 грудня, коли гора не була взята. Під час світанку шум британського полку попередив захисників про наступ. Британський загін випадково наткнувся на бляшанки підвішені на натягнуті дроти. Після 9-годинного бою з важкими втратами, без будь-якого видимого просування, британці відступили. Генерала Метуена змістили, а на його місце поставили Лорда Робертса.

## Поразка бурів
Незважаючи на поразку біля Магерсфонтайна і катастрофу на річці Тугела, змобілізувавши всі сили Імперії, британці почали поступово перемагати бурів. Генерал Кроньє разом цілою армією був захоплений в полон Робертсом. Блумфонтайн був здобутий 13 березня 1900 року, Преторія– 5 червня, Крюгер втік у Португальську Східну Африку.

## Партизанська війна
Лише невелика купка бурів залишилася на полі боротьби. Де ла Рай, Луїс Бота та інші командири зібралися біля Кронштату і започаткували стратегію партизанської боротьби. Впродовж наступних 2 років він проводив швидкі кампанії, перемагав у битвах біля Мудвіля, Нойтедахта, Дріфонтайна, Донкерхука і завдав величезних людських і матеріальних втрат британцям при Істерспрейті 25 лютого 1902 року, де велика кількість амуніції і провіанту була захоплена бурськими загонами. 7 березня 1902 року велика частина сил Метью, включаючи його самого, була захоплена в полон у битві при Твібоші. Де ла Рай мав незвичайну здатність уникати засідок, ведучи за собою багато людей. До кінця війни його загін налічував до 3000 осіб. Де ла Рай благородно, по-лицарськи ставився до своїх ворогів. Наприклад, біля Твібоша 7 березня 1902 року він захопив генерала Метью із сотнею солдат. Війська були відправлені назад, тому що Де ла Рай не мав як їх утримувати. А Метью було звільненено, тому що той був важко поранений, і Де ла Рай вважав, що генерал помре, якщо британці не нададуть йому медичну допомогу.

## Мир
У відповідь на партизанську тактику британці на чолі з Робертсом і Кітчером взяли на озброєння тактику випаленої землі. Вона полягала в знищенні всього, що могло б знадобитися для постачання бурських партизанів і навіть жінок і дітей. Знищувалися посіви, спалювалися ферми і домашні господарства, отруювалися джерела і солекопальні, членів сімей бурських повстанців і співчуваючих поміщали у концентраційні табори, в яких близько 50 % дітей до 16 років померло. Бойовий дух бурів поступово почав підупадати. З іншого боку бури чинили жорстокі репресії проти чорношкірих, які начебто симпатизували британцям і які видавали їм їхні місця розташування.
Британців пропонували скласти зброю ще в березні 1901 року, але Луїс Бота відхилив мирні переговори. Лорд Кітчер запропонував Де ла Раю зустрітися в Клерксдорпі 11 березня 1902 року для переговорів. Дипломатичні зусилля з виходу з конфлікту продовжилися і зрештою привели до угоди про подальші мирні переговори У Феріініхіні, в яких Де ла Рай взяв активну участь і посприяв підписанню мирного договору. Мирний договір у Феріініхіні був підписаний 31 березня 1902 року. Де ла Рай і Бота відвідали Велику Британію і США цього ж року. Бурам було гарантоване самоуправління (надане у 1906 і 1907 р. Трансваалю і Оранжевій відповідно) і отримали 3 млн фунтів стерлінгів компенсації.
Після війни Де ла Рай разом з Луїсом Ботою і Крістіаном де Ветом подорожували по Європі, збираючи кошти для розорених бурів, чиї ферми були спустошені. Зрештою Де ла Рай повернувся на свою власну ферму до своїх дружини і дітей. Його дружина дуже багато настраждалася і згодом виклала свої поневіряння в книзі «Myne Omzwervingen en Beproevingen Gedurende den Oorlog»(1903), яка була перекладена на англійську.

## Політична кар'єра
У 1907 році Де ла Рай був обраний у новий Трансваальський парламент, і він був одним із делегатів до Національного Конвенту Південно-Африканського Союзу у 1910 році. Він став сенатором і підтримував Луїса Боту, першого Прем'єр-міністра, в його спробах примирити бурів і британців. Опозиційна фракція очолювана Герцогом прагнула встановити республіканське правління якомога швидше і зірвати співпрацю з британцями, паралельно проповідуючи расизм, що дасть свій плід пізніше. Серйозні сутички спалахнули у 1914 році між білими шахтарями і військами через використання чорних шахтарів, які забирали їхню роботу. Де ла Рай командував урядовими військами для придушення повстання. Але напруження залишилося і зростало.
Протест проти участі Південної Африки у Першій світовій війні.
З вибухом Першої світової війни, напруження зросло, коли Луїс Бота погодився спрямувати війська для захоплення Німецької Південно-Західної Африки (Намібії). Багато бурів виступали проти участі у війні за британські інтереси проти німців. Навіть сама Німеччина симпатизувала Де ла Райу і вбачала в ньому великого лідера. В парламенті він просував ідею нейтралітету доти, доки Південна Африка не буде атакована німцями. В той же час Де ла Рай переконував Боту і Яна Смутса не робити ніяких дій для мобілізації бурів. Де ла Рай розривався між дружбою з своїми бойовими товаришами, більшість з яких примкнула до фракції Герцога і своєю честю і гідністю.
Сінер фан Ренсбург, відомий бурський пророк перед натовпом розповів про свої видіння, в яких він бачив, що цілий світ у війні і кінець Британської Імперії. 2 серпня він розповів про свій сон, в якому бачив генерала Де ла Рая, який повертався додому в уквітчаній кареті, в той же час чорна хмара з номером 15 вилила кров. Захоплені бури це сприйняли як знак, що Де ла Рай стане тріумфатором, але фан Ренсбург вірив, що це віщує смерть генерала.

## Смерть
15 вересня 1914 року у Ланглаахті поліція в погоні відкрила вогонь по автомобілю банди Фостер ганг. Випадково куля наздогнала Де ла Рая і влучила йому в спину. Він повернувся на ферму Ліхтенбург, як було напророчено. Багато бурів твердили, що Де ла Рай був вбитий навмисно.
Де ла Рай був похований на цвинтарі у Ліхтенберзі. На могилі героя стоїть бронзовий бюст скульптора Фан Елоффа. Фоуртрекери спорудили Де ла Раю пам'ятник на його фермі. Біля ратуші міста Ліхтенбург стоїть велична статуя Де ла Рая на коні.
Пам'ять про героя живе досі. У 2005 році тепер вже відомий африканерський співак Бок фан Блерк презентував пісню «De la Rey» про бурського солдата Другої англо-бурської війни, чия ферма і посіви були спустошені, а його дружину і дитину поміщено у концентраційний табір. Далі пісня закликає генерала Де ла Рая повести бурів на боротьбу. Міністерство Культури і Мистецтв Південної Африки назвало цю пісню потенційно небезпечною і деструктивною, яка ніби-то підбурює крайньо правих до боротьби.

## Біографія
1. 1 2  SNAC — 2010.
2. ↑  Encyclopædia Britannica
3. ↑  "De la Rey, Koos". Library of Congress. 28 квітня 2015. Отримано 14 лютого 2025.
4. ↑  "Boer Leaders Coming Here: Botha and De la Rey to Visit America" (PDF). The New York Times. 30 липня 1902 р.

1. De La Rey — Lion Of The West, A Biography. Johannes Meintjes. Hugh Keartland Publishers. Johannesburg 1996.

### De la Rey пісня
- Delarey Song - with English subtitles на YouTube
- Bok van blerk на сайті myspace.com (англ.)
- De la Rey, teks, akkoorde en interpretasie [Архівовано 9 травня 2008 у Wayback Machine.]